# Уайна-Потоси
Уайна-Потоси (исп. Huayna Potosí) — пятая по высоте гора в Боливии, расположена близ города Эль-Альто в горной системе Центральных Анд. Высота 6 088 м. 

## Описание
Расположена на западе Боливии в горном хребте Кордильера-Реаль — части латиноамериканского массива Центральная Кордильера, восточнее озера Титикака.
Уайна-Потоси — ближайшая высокая гора к столице Боливии Ла-Пасу. Пик окружён высокими горами и находится примерно в 25 км к северу от города, что делает эту гору самой популярной в Боливии. Обычный маршрут восхождения — это относительно простой подъём по леднику с некоторыми трещинами с последующим крутым подъёмом на вершину. Однако другая сторона горы — Западная стена Уайна-Потоси — самый большой горный склон в Боливии. По этой 1000-метровой стене проходит несколько сложных снежных и ледовых маршрутов.
Первое восхождение было совершено в 1919 году немцами Рудольфом Динстом и Адольфом Шульце. В настоящее время подъём на Уайна-Потоси считается относительно простым. Набор высоты от начала тропы до вершины составляет менее 1 400 м с лёгким доступом из Ла-Паса. Поскольку Ла-Пас находится на высоте 3 640 м, альпинистам легче акклиматизироваться.

## История
В 1877 году группа из шести немецких альпинистов впервые попыталась подняться на Уайна-Потоси. Без надлежащего снаряжения и с небольшой практической информацией они отправились к непройдённой вершине. Их неудачная попытка обернулась трагедией. Четыре альпиниста погибли на высоте около 5 600 м; оставшимся двум удалось спуститься в ухудшающихся условиях, однако они умерли от истощения сразу после того, как нашли путь к перевалу Зонго. 21 год спустя, 9 сентября 1898 года, экспедиция австрийских альпинистов снова предприняла попытку восхождения на гору, но после пяти дней, проведенных на высоте 5 900 метров, они были вынуждены спуститься. Наконец, в 1919 году немецкие альпинисты Рудольф Динст и Адольф Шульце достигли южной вершины (немного выше северной вершины), поднявшись на гору по восточному склону по маршруту, который позже стал обычным маршрутом, с некоторыми вариантами.

## Галерея

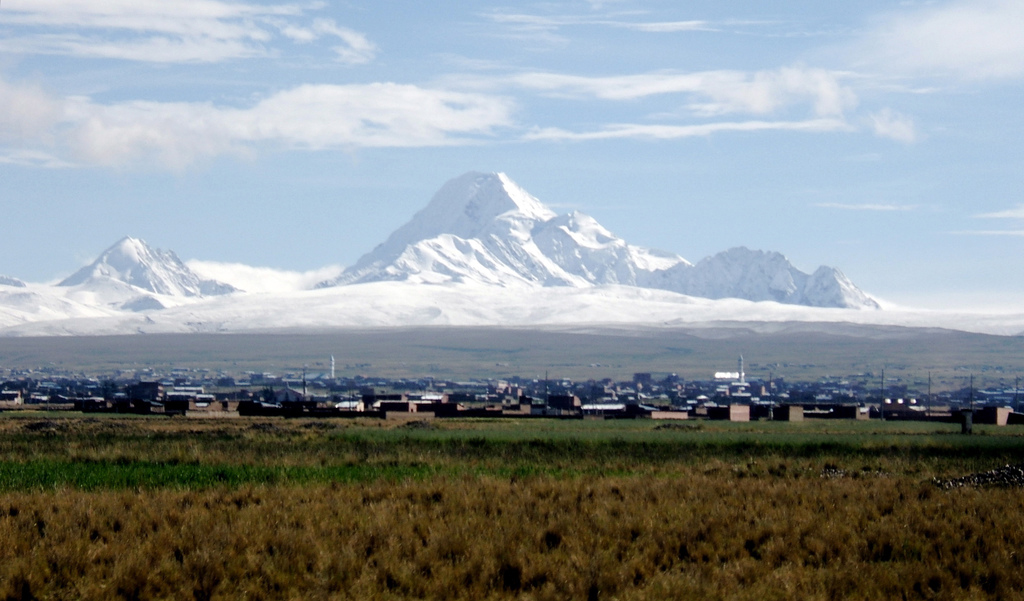
Вид на Уайна-Потоси (в центре) и Милюни-Пик (справа). Ла-Пас виден на переднем плане
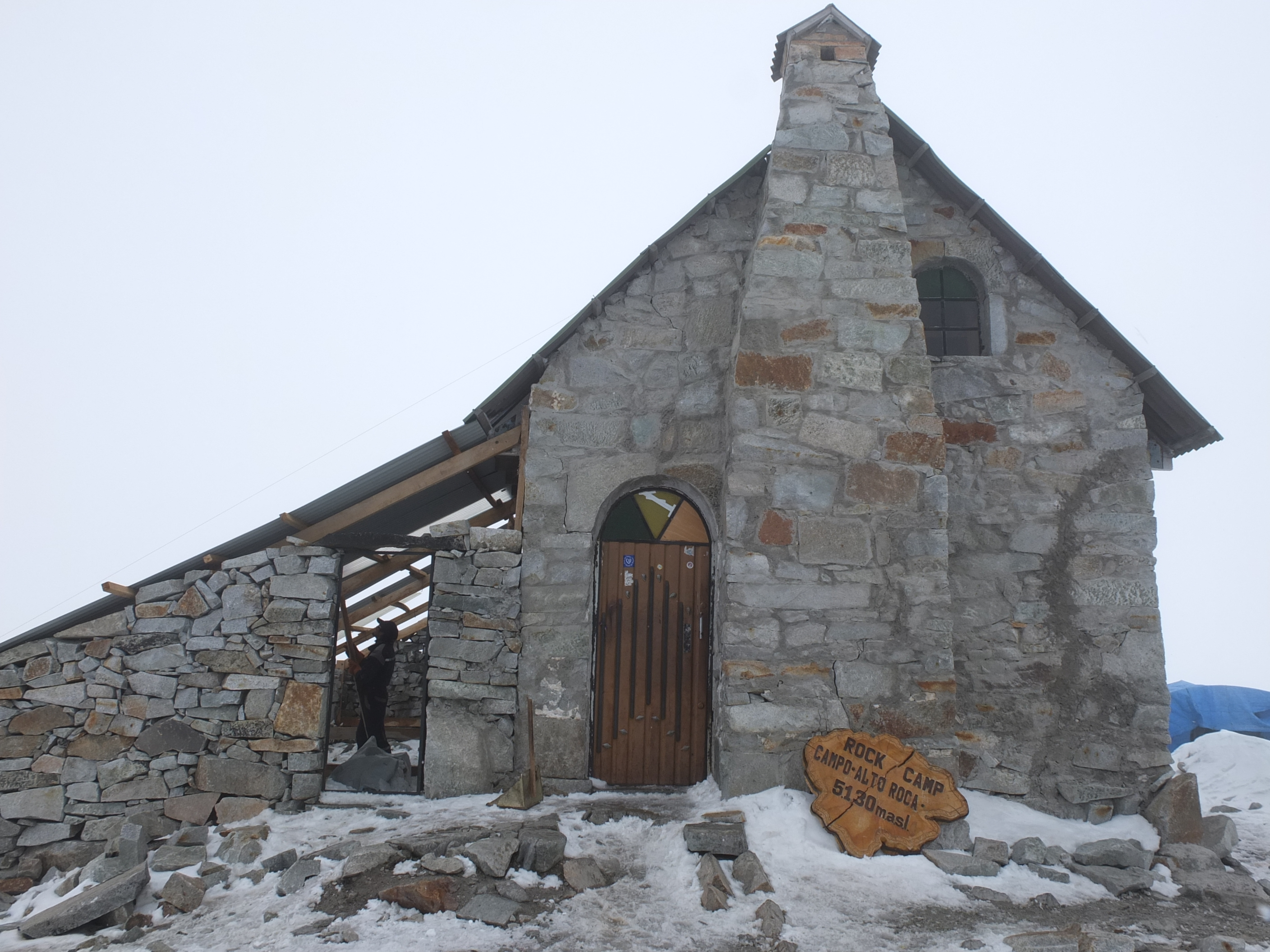
Лагерь Альто-Рока на высоте 5130 м
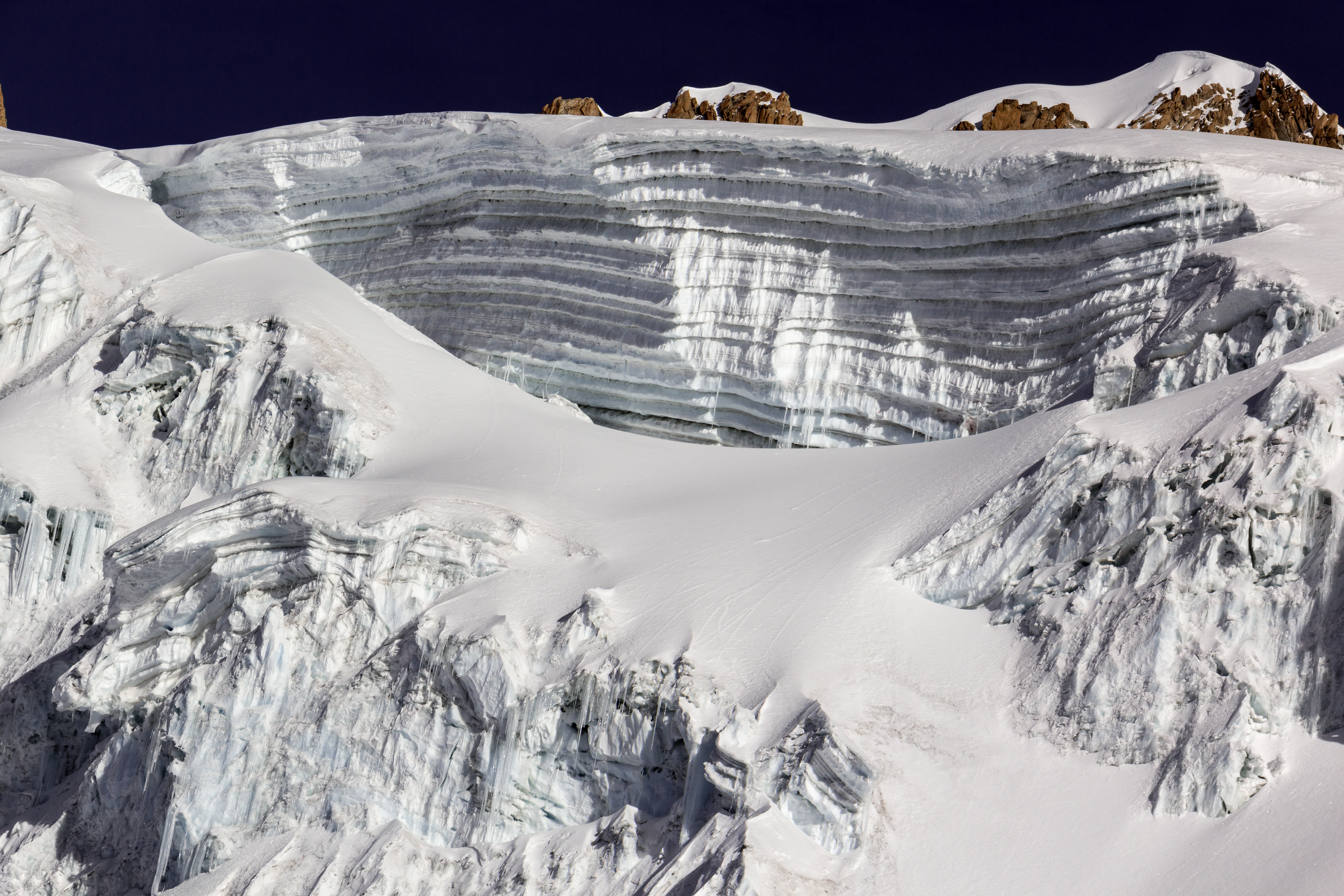
Ледники Уайна-Потоси
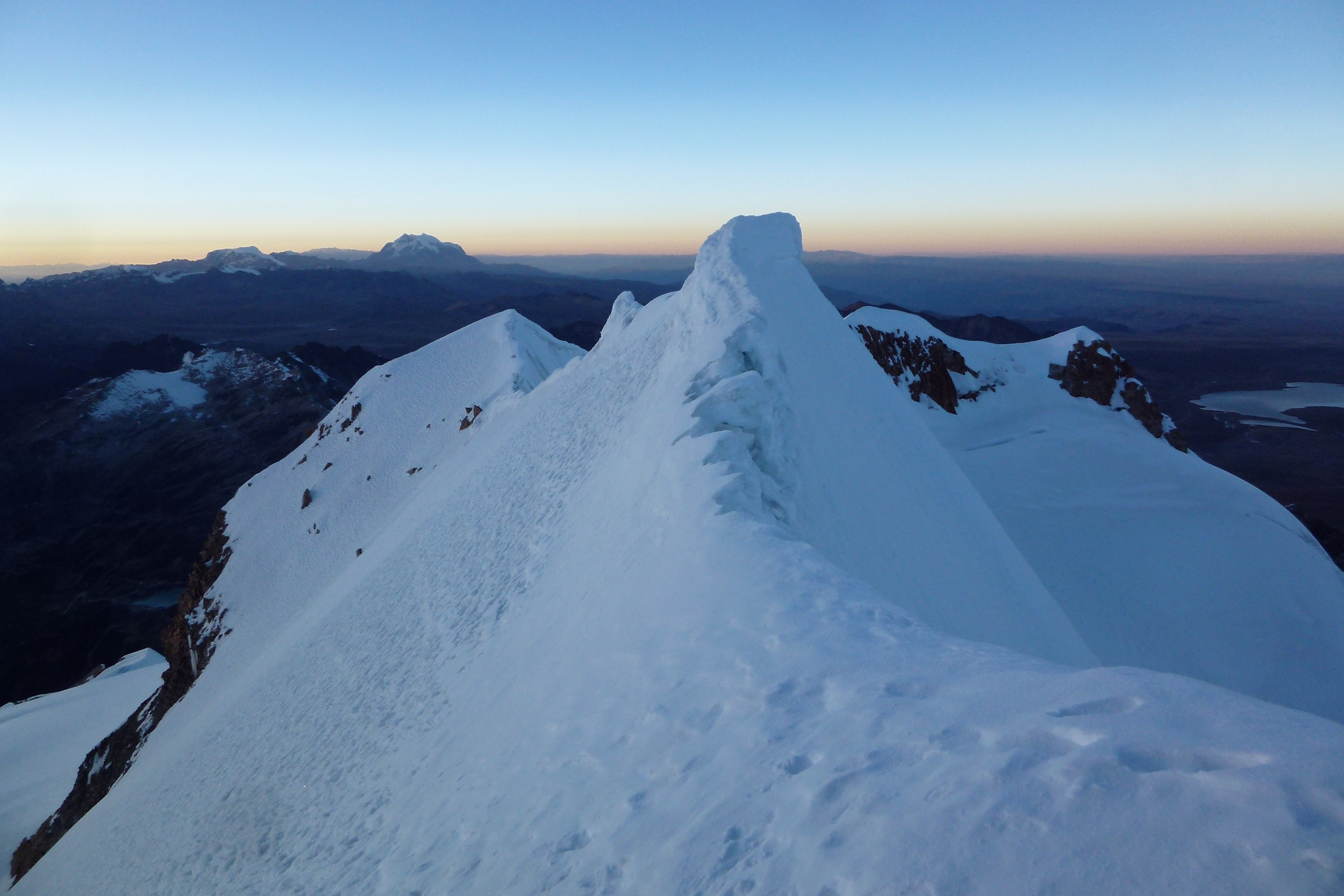
Гребень горы